# Ariadne auf Naxos
Ariadne auf Naxos (Ariadna a Naxos) és una òpera en dues parts amb música de Richard Strauss i amb llibret alemany d'Hugo Von Hofmannsthal, basat en Le Bourgeois Gentilhomme (El burgés gentilhome) de Molière i el mite grec d'Ariadna i Bacus. Una primera versió va ser estrenada el 25 d'octubre de 1912 en el Kleinen Haus des Hoftheaters a Stuttgart, i la versió definitiva, el 4 d'octubre de 1916 a la Hofoper de Viena. Porta per número d'opus 60. L'òpera dura uns 130 minuts.

## Sinopsi
La història té lloc a Viena, en època indeterminada.

### Pròleg
L'opera té lloc en casa de l'"home més ric de Viena". Han arribat dos grups de músics: uns còmics i una companyia d'òpera. La primera part de l'opera es desenvolupa darrere de l'escenari, i es refereix als preparatius per a la representació. El majordom anuncia que un intermedi còmic ha de representar-se després d'una òpera seriosa. El compositor està desolat: un intermedi graciós mai no hauria de representar-se després de la seua obra d'art. Però la intervenció de Zerbinetta, cantant de l'elenc còmic, el deixa fascinat. Després de discutir què ha d'anar primer, si l'obra seriosa o la còmica, el majordom anuncia la decisió del seu senyor: que es representen al mateix temps. El compositor no sembla disposat a cedir. El Mestre de ball suggereix que es talle un tros de l'òpera seriosa i amb molta cura s'hi inserisquen les escenes de ball. El compositor s'indigna. Però Zerbinetta sap fascinar-lo. El compositor confia que la música demostre ser la més sagrada de les arts.

### Acte únic
L'escenari és una illa deserta amb una gruta al fons, Naxos, en la que va ser abandonada Ariadna per Teseu. Ella es lamenta, desesperada, per haver estat abandonada, i només espera al missatger de la mort. Zerbinetta i els seus companys intenten animar a Ariadna amb cant i ball, però no ho aconsegueixen. Zerbinetta, en una conversa privada, de dona a dona, li intenta insuflar optimisme. En una enlluernadora peça de coloratura, li conta que els homes són infidels per naturalesa, que no val la pena plorar per ells i la manera més senzilla de superar un cor trencat és trobar un nou amor. Però això no anima Ariadna. Apareixen llavors els companys de Zerbinetta, que comencen a percaçar-la. Ella coqueteja amb els uns i els altres, però desapareix amb el seu elegit, Arlequí.
Les nimfes Nàiade i Dríade anuncien l'arribada d'un foraster: és el déu Bacus, que acaba d'abandonar a la fetillera Circe. Ell canta la seua victòria sobre Circe. Ariadna s'adona del buit que hi havia en la seua vida i creu que Bacus és el missatger de la mort, que finalment ha arribat. Bacus, fascinat per la bellesa d'Ariadna, creu que és una bruixa, com Circe. Però Ariadna s'adona que una nova vida s'obri davant d'ella, i s'enamora novament de Bacus. Zerbinetta, inspirada per l'èxit de la seua conversa amb Ariadna, diu que sempre caiem captius d'un nou déu. Bacus afirma el seu amor: "Abans moriran les estrelles que tu entre els meus braços".

## Anàlisi musical
Richard Strauss utilitza una orquestra de cambra, que no arriba als quaranta músics. El llibret és obra de Hugo Von Hoffmansthal, el seu millor llibretista. Ja havien fet junts l'expressionista Elektra (1909) i Der Rosenkavalier (1909-10).
El pròleg és gairebé tot recitat. L'òpera en si està formada per una successió de recitatius i números tancats inspirats en l'òpera barroca i en el nou estil de conversa musical usat ja a El cavaller de la rosa. D'entre les peces vocals cal destacar el duo de Zerbinetta i el Compositor en la primera part. En la segona, el trio, el monòleg d'Ariadna, la cançó d'Arlequí, l'ària de Zerbinetta, que és una de les més complicades per a soprano lleugera, amb una difícil ornamentació per a posar a prova la seua agilitat vocal; i el duo final.

## Estrena
Es va compondre com a complement d'una funció de Le bourgeois gentilhomme' de Molière, per a la que Strauss havia compost música incidental. Així la va posar en escena el productor Max Reinhardt a Stuttgart el 25 d'octubre de 1912, a l'auditori Kleinen Haus des Hoftheaters. L'any 1916 va ser reformada, com a obra independent, amb un pròleg afegit, versió definitiva.
L'orquestra que la va interpretar va ser l'Òpera de Viena a l'Òpera Hofoper. Es coneixen alguns dels cantants de les dues estrenes, de 1912 i de 1916:
- El Mestre de música, baríton Hans Duhan el 1916.
- El Compositor, Lotte Lehmann el 1916.
- El Tenor / Bacus, tenor Hermann Jadlowker i Béla Von Környey
- Zerbinetta, soprano de coloratura Margarthe Siems i Selma Kurz.
- La Prima Donna / Ariadna, soprano Maria Jeritza.
- Arlequí, baríton Hans Duhan (1916).

La seua primera representació va fracassar. La versió de Viena de 1916 ha ocupat un lloc en el repertori, i es representa cada vegada més.
A Barcelona va arribar el 14 de gener del 1943, al Palau de la Música, interpretat per l'Òpera Municipal de Frankfurt, dirigida per Konwitschny (que dirigí aquest conjunt del 1938 al 1944), amb cantants com Lotte Schrader (Ariadna), Coba Wackers (Compositor), Clara Ebers (Zerbinetta) o Carl Friederich (Bacus). A més a més van rebre l'ajuda de Salvador Alarma i Mestres Cabanes als decorats de l'òpera.

## Valoració
És l'obra més exquisida de la gran producció lírica de R. Strauss, i una de les peces més originals de tot el gènere (Martín Triana).
En ella, la unió de la tragèdia clàssica amb la "commedia dell'arte" italiana aconsegueix un significat molt més profund del que en un principi era d'esperar. Ariadna és una metàfora sobre la necessitat de superar l'adversitat per a viure (Roger Alier).

## Discografia
- Direcció de Herbert von Karajan, amb Elisabeth Schwarzkopf, Rita Streich, I. Seefried, Rudolf Schock, Hermann Prey, K. Dönch, Orquestra Philharmonia de Londres. EMI, 1954. Gravació d'excepcional qualitat, segons la Guia Penguin i "La discoteca ideal de música clàssica".
- Direcció de Karl Böhm, amb M. Reining, A. Noni, Irmgard Seefried, M. Lorenz, E. Kunz, P. Schöffler, Orquestra de l'Òpera de Viena, gravació en viu. Preiser records, 1944.
- Direcció de R. Kempe, amb Gundula Janowitz, S. Geszty, Teresa Żylis-Gara, J. King, Hermann Prey, Theo Adam, Orquestra de l'Òpera de Dresden. EMI, 1967.
- Direcció de Georg Solti, amb Leontine Price, Edita Gruberová, Tatiana Troyanos, R. Kollo, Hermann Prey, Walter Berry, Orquestra Filharmònica de Londres. Decca, 1978.
- Direcció de James Levine, amb Tomowa-Sintow, Kathleen Battle, Agnès Baltsa, Gary Lakes, Hermann Prey, Orquestra Filharmònica de Viena. DG, 1986.
- Direcció de K. Masur, amb Jessye Norman, Edita Gruberová, Julia Varady, P. Frey, O. Bär, Dietrich Fischer-Dieskau, Orquestra del Gewandhaus de Leipzig. Philips, 1991.